# Eckard H. Graage
Eckard Hans Uwe Graage (* 18. März 1954 in Manhagen) ist ein deutscher Politiker (CDU). Er war von 2010 bis 2011 sowie von 2020 bis 2025 Mitglied der Hamburgischen Bürgerschaft.

## Leben
Graage beendete die Schule 1974 mit dem Abitur in Hamburg. Danach war er von 1974 bis 1987 als Bundeswehroffizier tätig. Während dieser Zeit begann er 1980 ein Studium der Betriebswirtschaftslehre an der Universität der Bundeswehr Hamburg, welches er als Diplom-Kaufmann beendete. Nach dem Ausscheiden aus seinem Dienst arbeitete er bis 1995 als Wirtschaftsprüfungsassistent. Danach arbeitete er vier Jahre lang als kaufmännischer Leiter eines Hotels, bis er sich 1999 als Steuerberater selbständig machte.
Graage ist Mitglied der CDU, für die er von 2005 bis 2010 Vorsitzender der Bezirksfraktion Wandsbek war. Seit 2006 ist er stellvertretender Vorsitzender der CDU in Rahlstedt. Er rückte am 1. Mai 2010 für die Abgeordnete Aygül Özkan, die einen Ministerposten in der niedersächsischen Landesregierung übernahm, in die Hamburgische Bürgerschaft nach. Bei der vorgezogenen Neuwahl im Februar 2011 verlor er sein Mandat wieder.
Für die Bundestagswahl 2017 trat Graage im Bundestagswahlkreis Hamburg-Wandsbek als Kandidat für die CDU an, konnte sich jedoch nicht durchsetzen und auch sein Landeslistenplatz 6 reichte nicht für den Einzug in den Deutschen Bundestag.
Bei der Bürgerschaftswahl in Hamburg 2020 gelang Graage der Einzug in die Hamburgische Bürgerschaft. Bei der Bürgerschaftswahl 2025 kandidierte er nicht erneut.